# باولا فوغل
باولا فوغل (بالإنجليزية: Paula Vogel)‏ هي كاتِبة ومؤلفة وكاتبة مسرحية أمريكية، ولدت في 16 نوفمبر 1951 في بروفيدنس في الولايات المتحدة.

## وصلات خارجية
- باولا فوغل على موقع IMDb (الإنجليزية)
- باولا فوغل على موقع الموسوعة البريطانية (الإنجليزية)
- باولا فوغل على موقع قاعدة بيانات برودواي على الإنترنت (الإنجليزية)